# Рудня-Вороб'ївська
Рудня-Вороб'ївська — село в Україні, в Коростенському районі Житомирської області. Населення становить 83 осіб. Входить до складу Малинської міської громади.

## Географія
На північно-східній стороні від села річка Згорілиця впадає у Студень, ліву притоку Різні.

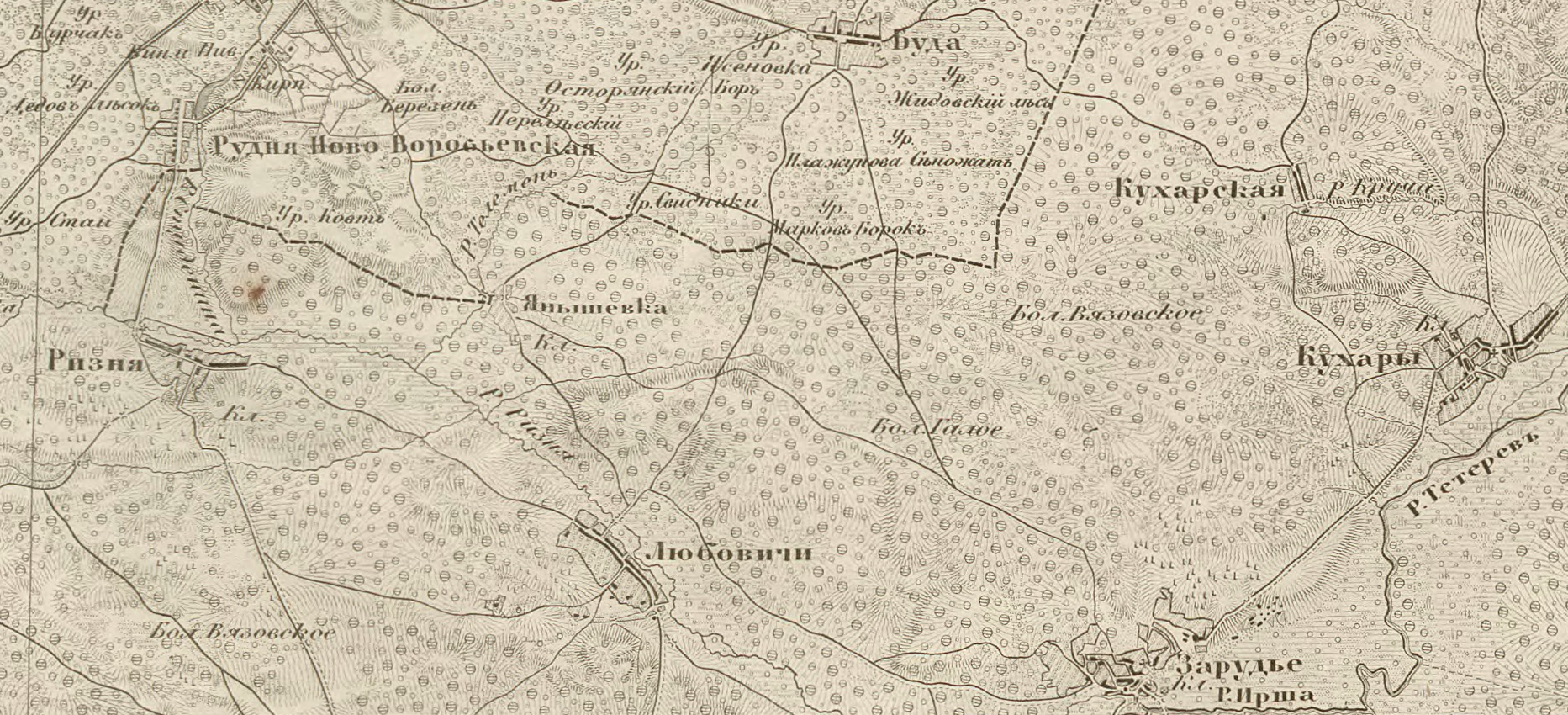
Рудня-Вороб'ївська (Рудня Ново-Воробьевская) на російській військово-топографічній мапі Київської губернії, 1868 рік

## Населення

### Мова
Розподіл населення за рідною мовою за даними перепису 2001 року:
| Мова       | Кількість | Відсоток |
| ---------- | --------- | -------- |
| українська | 82        | 98.8%    |
| білоруська | 1         | 1.2%     |
| Усього     | 83        | 100%     |

## Історія
Колишній орган місцевого самоврядування — Нововороб'ївська сільська рада.